# Fratte Rosa
Fratte Rosa település Olaszországban, Marche régióban, Pesaro és Urbino megyében. Lakosainak száma 847 fő (2023. január 1.). Fratte Rosa Fossombrone, Mondavio, San Lorenzo in Campo, Sant’Ippolito, Pergola és Terre Roveresche községekkel határos.

## Népesség
A település lakossága az elmúlt években az alábbi módon változott:
| Lakosok száma | 951  | 954  | 847  |
|               | 2017 | 2018 | 2023 |